# Emilie Lasserre
Emilie Lasserre (geboren 3. Dezember 1849 in Genf; gestorben 26. Juli 1927 ebendort) war eine Schweizer Feministin und Komponistin.

## Leben
Emilie Lasserre wurde als Tochter von Henri und Pernette-Elisabeth geb. Lombard am 3. Dezember 1849 in Genf geboren. Sie wuchs in wohlhabendem Elternhaus auf und lebte nach dem Tod der Eltern von Renteneinkünften. Sie war eine überzeugte Feministin und befreundet mit Emma Pieczynska-Reichenbach. Sie engagierte sich gemeinsam mit Emilie Gourd und Pauline Chaponnière-Chaix 1891 an der Gründung der Union des femmes de Genève, einer der frühen fortschrittlichen Frauenorganisationen. Sie war 1891–1894 deren Vizepräsidentin und führte in dieser Zeit eine Korrespondenz mit Helene von Mülinen und Emma Pieczynska. 1894–1898 war sie deren Präsidentin. Nach einigen zusätzlichen Jahren Vorstandstätigkeit zog sie sich aus gesundheitlichen Gründen von den Vereinsaktivitäten zurück. Lasserre war auch eine begabte Pianistin und komponierte Lieder. 

## Werke
- mit Gottfried von Fellenberg: Wenn mein Herze verzaget wenn es seufzet und klaget.[3]